# Hilltorps kalkkärr
Hilltorps kalkkärr este o arie protejată (arie specială de conservare — SAC, sit de importanță comunitară — SCI) din Suedia întinsă pe o suprafață de 12,1 ha, integral pe uscat.

## Localizare
Centrul sitului Hilltorps kalkkärr este situat la coordonatele 58°30′17″N 15°02′36″E / 58.5047°N 15.0433°E.

## Înființare
Situl Hilltorps kalkkärr a fost declarat sit de importanță comunitară în ianuarie 2002 pentru a proteja 2 specii de animale. Situl a fost protejat și ca arie specială de conservare în martie 2011.

## Biodiversitate
Situată în ecoregiunea boreală, aria protejată conține 1 habitat natural: Mlaștini alcaline.
La baza desemnării sitului se află mai multe specii protejate de  nevertebrate (2): Vertigo angustior, Vertigo geyeri.